# Ноу-хиттер

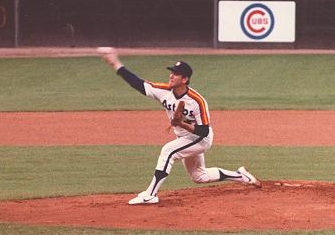
Нолан Райан — рекордсмен по количеству ноу-хиттеров в Главной лиге бейсбола (7)

В бейсболе, ноу-хиттер (англ. no-hitter), также известный как ноу-хит игра (англ. no-hit game) или ноу-ноу (англ. no-no), — игра, в которой команда не смогла сделать ни одного хита. Главная лига бейсбола определяет ноу-хиттер как завершенную игру, в которой команда, которая атаковала как минимум девять иннингов, не смогла сделать ни одного хита. Питчер, который предотвращает достижение противоположной командой хита, «кидает ноу-хиттер». Это редкое достижение для питчера: всего 325 ноу-хиттеров были брошены в Главной лиге бейсбола с 1875 года, в среднем около двух в год. В большинстве случаев, ноу-хиттер бросает питчер, который проводит полную игру. Самый последний ноу-хиттер был брошен 1 апреля 2024 года питчером команды «Хьюстон Астрос», Ронелем Бланко, в игре против «Торонто Блю Джейс» на «Минит Мейд Парк» в Хьюстоне. Самый последний комбинированный ноу-хиттер был брошен 8 июля 2023 года стартовым питчером Мэттом Мэннингом и реливерами Джейсоном Фоли и Алексом Лангом команды «Детройт Тайгерс» в матче против «Торонто» на «Комерика-Парк».
Достичь базы возможно и без хита, чаще всего с помощью уока, ошибки или если питчер при подаче попадёт мячом в игрока с битой. Ноу-хиттер, при котором никто из игроков атакующей команды не смог «взять» ни одной базы, называется совершенной игрой. Это ещё более редкое достижение в бейсболе, поскольку при ноу-хиттере атакующая команда может заработать раны или даже выиграть игру. Однако, несмотря на это, большинство ноу-хиттеров одновременно являются и шатаутами.
Лишь в 25-ти ноу-хиттерах в истории Лиги питчер допускал один или больше ранов. Самая последняя такая игра была сыграна 27 июля 2011 года, когда питчер «Лос-Анджелес Энджелс» Эрвин Сантана бросил ноу-хиттер в игре против «Кливленд Индианс», а его команда победила со счётом 3:1. В двух случаях команда, питчер которой бросал ноу-хиттер, проигрывала игру в девяти иннингах. В теории, возможен матч, в котором питчеры обеих команд бросят ноу-хиттеры, однако такого случая в истории Лиги ещё не было.

## Ноу-хиттеры в Главной лиге бейсбола

### Определение
Правила Главной лиги бейсбола дают следующее определение ноу-хиттеру:

Официальная ноу-хит игра происходит, когда питчер (или питчеры) не допускают ни одного хита в течение всей игры, которая длится как минимум девять иннингов.
Оригинальный текст (англ.)An official no-hit game occurs when a pitcher (or pitchers) allows no hits during the entire course of a game, which consists of at least nine innings.

Данное определение было дано специальным комитетом Лиги в 1991 году, в результате чего из списка ноу-хиттеров были исключены матчи, когда атакующая команда проводила менее девяти иннингов или когда первый хит был допущен питчером в экстра-иннингах. Игры, проигранные гостевой командой в 8½ иннингах также не являются ноу-хиттерами, поскольку питчер этой команды провёл только восемь иннингов.

### Частота
Начиная с 1876 года ГЛБ официально признаёт 285 ноу-хиттеров, 23 из которых также являются совершенными играми. Дважды два ноу-хиттера были брошены в один день: 22 апреля 1898 года (Тед Брайтенстайн и Джей Хьюз) и 29 июня 1990 (Дэйв Стюарт и Фернандо Валенсуэла).
8 ноу-хиттеров были брошены питчерами по ходу сезона 1884. В современной эре (с 1901 года) семь ноу-хиттеров было брошено питчерами по ходу сезонов 1990, 1991 и 2012.
Наибольший период без ноу-хиттеров в современной эре — 3 года и 44 дня: после ноу-ноу Бобби Бурка 8 августа 1931 года, следующий ноу-хиттер был брошен 22 сентября 1934 года Полом Дином. До современной эры был период в 3 года и 11 месяцев, после того, как Джордж Брэдли бросил первый ноу-ноу в истории Национальной лиги 15 июля 1876 года. Сезон-2005 — последний на данный момент, в котором не было зарегистрировано ни одного ноу-хиттера.
Наибольшее количество игр между двумя ноу-хиттерами в ГЛБ — 6 364, между совершенной игрой Рэнди Джонсона за «Аризону Даймондбэкс» 18 мая 2004 года и ноу-хиттером Анибала Санчеса за «Флориду Марлинс» 6 сентября 2006 года.

#### Личная

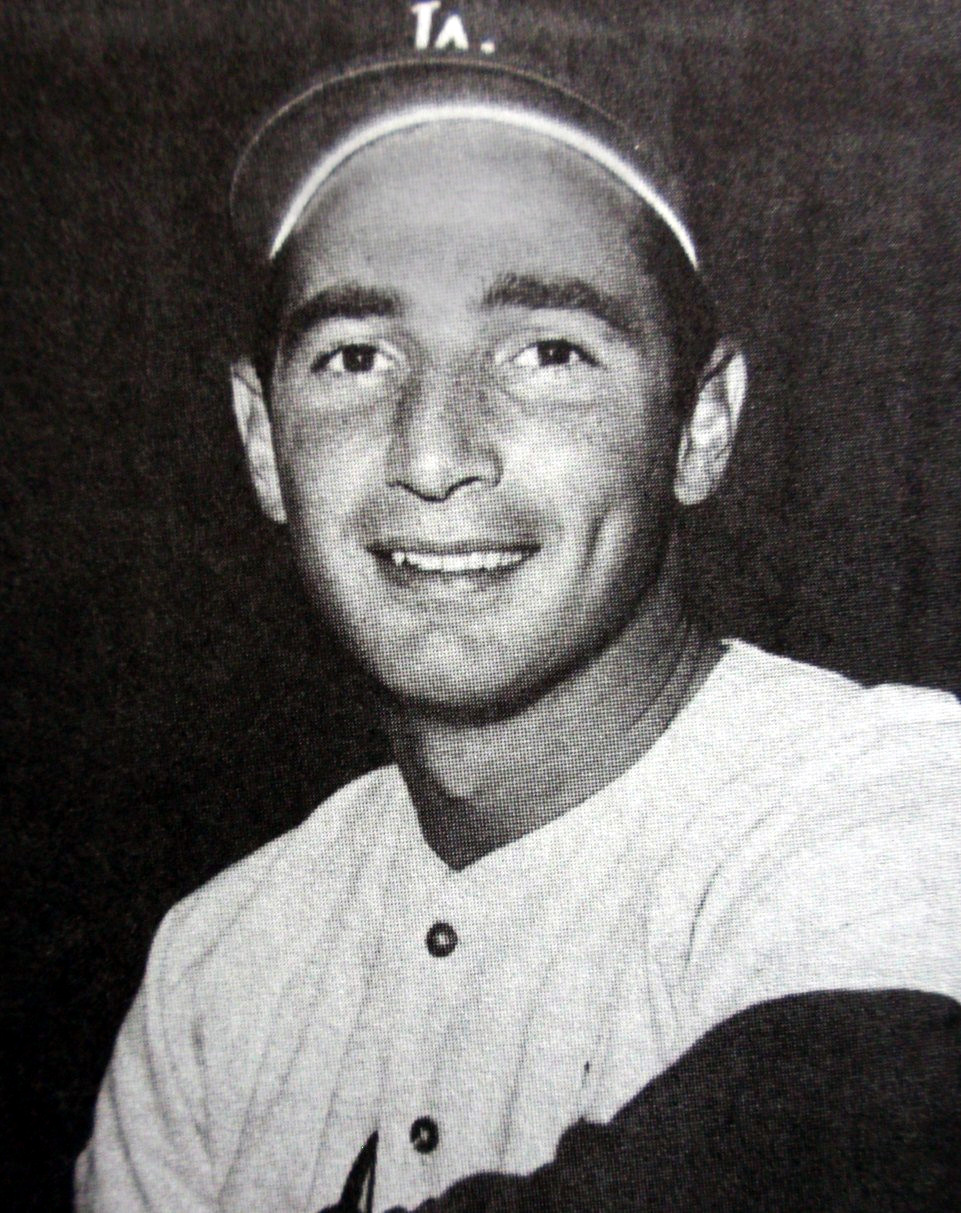
Член Зала Славы Сэнди Коуфакс бросил четыре ноу-хиттера, включая одну совершенную игру, за карьеру

Семь ноу-хиттеров Нолана Райана являются рекордом Лиги. Первые два он бросил в сезоне-1973 с разницей в два месяца, 15 мая и 15 июля, когда играл за команду «Калифорния Энджелс». Следующие две ноу-хит игры были сыграны 28 сентября 1974 года и 1 июня 1975 года. Пятый ноу-хиттер, которым был побит рекорд Сэнди Коуфакса, был брошен в игре за «Хьюстон Астрос» 26 сентября 1981 года. 1 июня 1990 года был брошен шестой ноу-хиттер в матче за «Техас Рейнджерс», а 1 мая 1991 года Райан стал самым возрастным питчером, бросившим ноу-хиттер, в возрасте 44 лет.
Кроме Райана Нолана, только Сэнди Коуфакс (4), Сай Янг (3), Боб Феллер (3) и Ларри Коркоран (3) бросили три и больше ноу-хиттеров в карьере. Ещё 32 питчера бросили больше одного ноу-хиттера за карьеру.
Рэнди Джонсон имеет наибольший временной промежуток между двумя ноу-хит играми: первая была сыграна за «Сиэтл Маринерс» 2 июня 1990 года, а вторая — за «Аризону Даймондбэкс» 18 мая 2004 года. Наименьший же промежуток имеет Джонни Вандер Меер — единственный питчер в истории, сыгравший две подряд ноу-хит игры. Это произошло в матчах за «Цинциннати Редс» в 1938 году. Кроме Вандер Меера, только Элли Рейнольдс (1951), Вирджил Тракс (1952) и Нолан Райан (1973) бросали два ноу-хиттера за один сезон.
Джим Мэлони также имел два ноу-хиттера за сезон-1965 до утверждения новых правил в 1991 году. 14 июня он допустил хоум-ран в начале 11-го иннинга, в результате чего, его команда уступила «Нью-Йорк Метс» 0:1. Он отыграл 10 иннингов без допущенных хитов и по старым правилам это трактовалось как ноу-хиттер.
Рой Халлидей также сыграл две ноу-хит игры за один сезон: он провёл совершенную игру в регулярном чемпионате и бросил ноу-хиттер во время игр плей-офф.
Кэтчер «Бостон Ред Сокс» Джейсон Вэритек — рекордсмен по количеству «пойманных» ноу-хиттеров. За свою карьеру он сыграл четыре матча, в которых питчеры его команды бросали ноу-хиттер (Хидео Номо, Дерк Лоу, Клэй Буххольц и Джон Лестер). Предыдущим рекордсменом, также с четырьмя ноу-ноу, был Рей Шальк, но после уточнения определения «ноу-хиттер», один матч был исключён из списка ноу-хит игр, поскольку питчер его команды допустил ран в десятом иннинге.
Пять питчеров играли ноу-хит игры в обоих, Американской и Национальной, лигах: Сай Янг, Нолан Райан, Джим Баннинг, Хидео Номо и Рэнди Джонсон. Также пять кэтчеров «ловили» ноу-хиттеры в обеих лигах: Гас Триандос, Джефф Торборг, Даррелл Портер, Рон Хэсси и Дрю Бутера.

#### Командная
Ни одна из команд не играла две ноу-хит игры подряд, однако однажды были брошены два ноу-хиттера за два дня подряд. 5 мая 1917 года питчер команды «Сент-Луис Браунс» Эрни Куб сыграл ноу-ноу против «Чикаго Уайт Сокс», а его партнёр по команде, Боб Грум, повторил это достижение во второй игре следующего дня.
Дважды команды «обменивались» ноу-хиттерами: «Сан-Франциско Джайентс» и «Сент-Луис Кардиналс» 17 и 18 сентября 1968 года и «Цинциннати Редс» «Хьюстон Астрос» 30 апреля и 1 мая 1969 года.
Девятнадцать раз в истории команда играла две ноу-хит игры подряд, а в промежутке между этими двумя играми ни один питчер из других команд не сумел бросить ноу-хиттер. Последний раз такое случилось в 2014 году (команда «Лос-Анджелес Доджерс» и питчеры Клейтон Кершоу и Джош Бекетт). «Милуоки Брэйвз» — единственная команда в истории Лиги, которой удалось сыграть три ноу-хит игры подряд за промежуток без других ноу-хиттеров.
«Тампа Бэй Рейс» — единственная команда, не сумевшая сделать ни одного хита за три игры в промежутке 12 месяцев. Эдвин Джексон из «Аризоны Даймондбэкс» бросил ноу-хиттер 25 июня 2010 года, а питчеры «Чикаго Уайт Сокс» Марк Бюрле и «Окленд Атлетикс» Даллас Брейден сыграли совершенные игры против «Тампы» 23 июля 2009 года и 9 мая 2010 года.

### Комбинированный ноу-хиттер

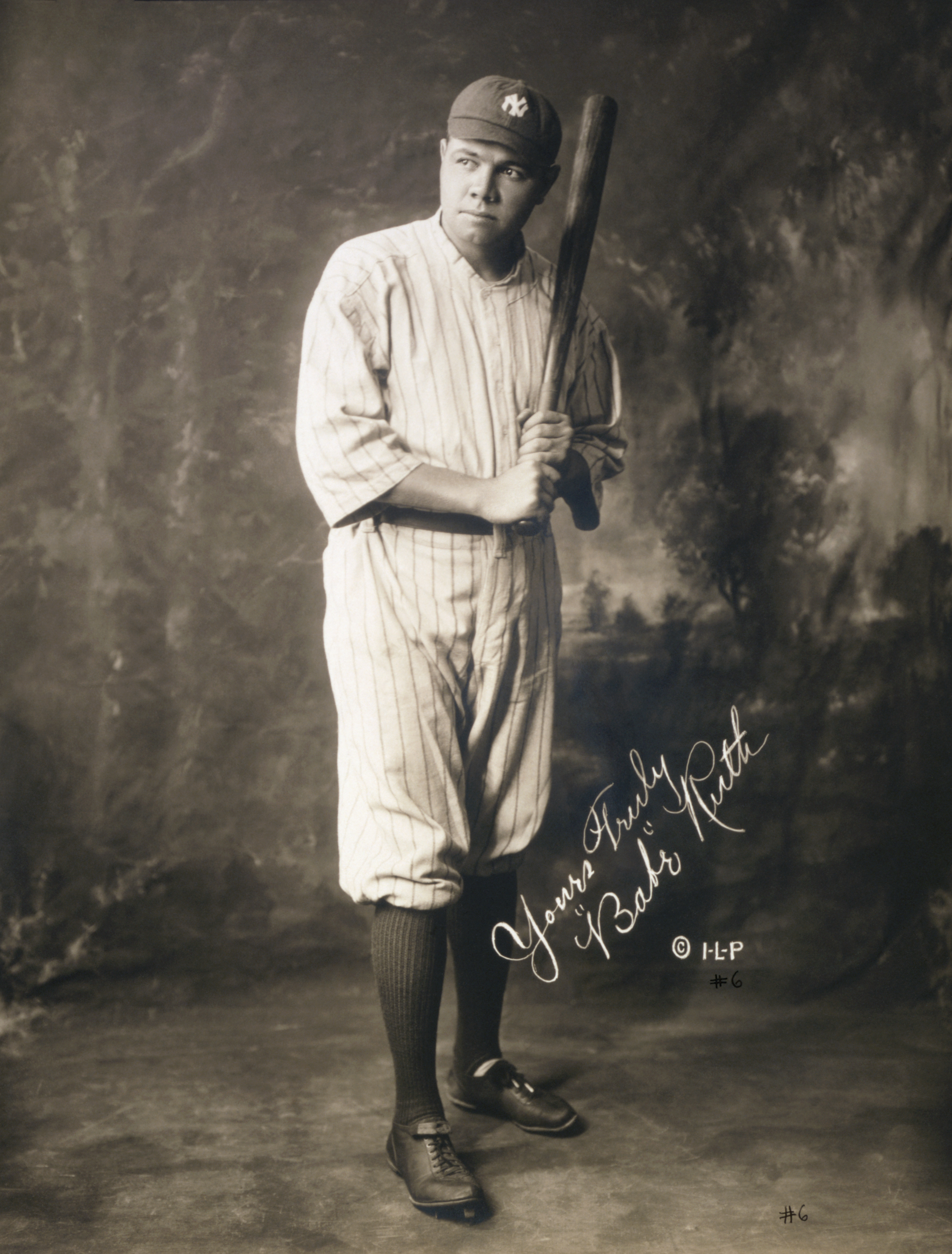
Бейб Рут

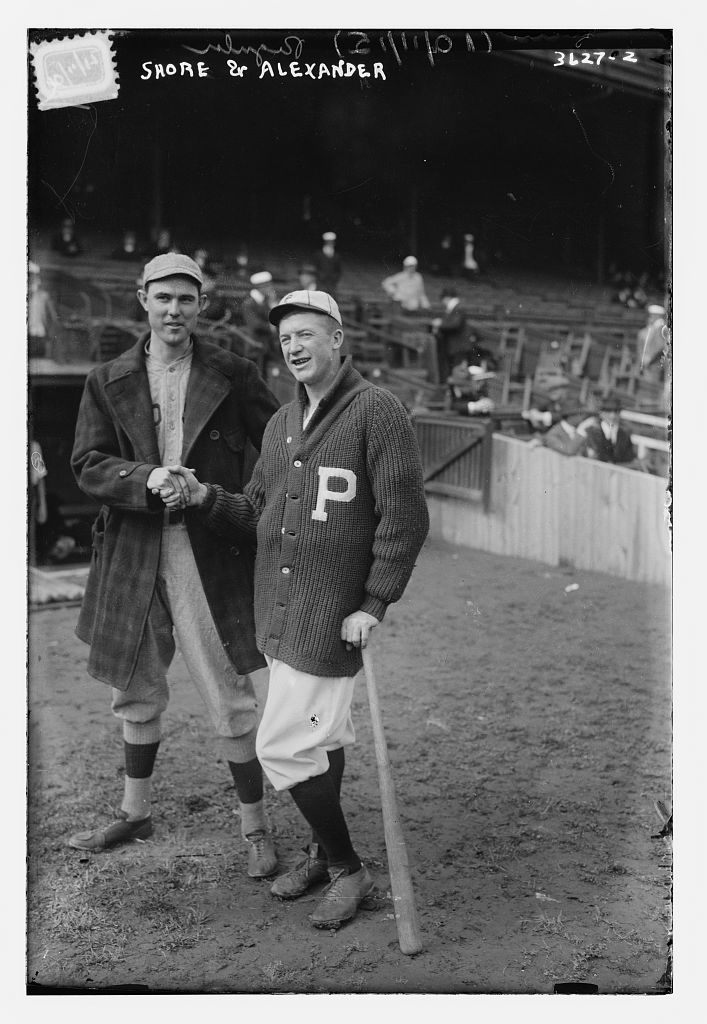
Эрни Шор (слева)

В большинстве случаев ноу-хит игру заканчивает стартовый питчер, но в десяти случаях игру завершал релиф-питчер. Первый случай произошел 23 июня 1917 года, когда Бейб Рут из «Бостон Ред Сокс» был удалён ампайром за споры, в результате этого игру доигрывал Эрни Шор. Следующая такая игра была сыграна лишь 30 апреля 1967 года, когда питчеры «Балтимор Ориолс» Стю Миллер и Стив Барбер бросили комбинированный ноу-хиттер, но их команда уступила «Детройт Тайгерс» 1:2.
Единственная комбинированная ноу-хит игра с экстра-иннингом была сыграна 12 июля 1997 года. Питчеры «Питтсбург Пайрэтс» Франциско Кордова (сыграл 9 иннингов) и Рикардо Ринкон (1 иннинг) бросили ноу-хиттер в игре против «Хьюстон Астрос».
11 июня 2003 года шесть питчеров «Хьюстон Астрос» сыграли комбинированный ноу-хиттер. Рой Освальт, Пит Манро, Кирк Саарлоос, Брэд Лидж, Октавио Дотель и Билли Вагнер побывали на питчерской горке за девять иннингов в матче против «Нью-Йорк Янкис». Освальт отыграл один иннинг и был заменён из-за травмы, Манро провёл наибольшее количество иннингов, 2⅔, бросил три уока и попал мячом в питчера. Также после одной из его подач баттер достиг базы из-за ошибки игрока на третьей базе. Ещё один игрок «Янкис» занял базу после неудачного броска Дотеля в восьмом инниге. Сорок пятый раз в истории Лиги питчер за один иннинг сделал четыре страйк-аута. Победу «Хьюстону» принес Лидж, который успешно сыграл против всех шести баттеров в шестом и седьмом иннингах.
8 июня 2012 года «Сиэтл Маринерс» повторил рекорд «Хьюстона» в игре против «Лос-Анджелес Доджерс». На питчерской горке играли Кевин Миллвуд, Чарли Фурбаш, Стивен Прайор, Лукас Литж, Брэндон Лиг и Том Вильгельмсен.
Один питчер в истории Лиги бросал ноу-хиттер как стартовый питчер, и сыграл комбинированную ноу-хит игру как релиф-питчер. 30 сентября 1984 года Майк Витт сыграл совершенную игру за «Калифорнию Энджелс», а 11 апреля 1990 года отыграл восьмой и девятый иннинг за «Калифорнию» против «Сиэтла», заработав комбинированный ноу-хиттер.
Вида Блю, Кент Меркер и Кевин Миллвуд сыграли и ноу-хит игру, и бросили комбинированный ноу-хиттер как стартовые питчеры.

### Временны́е рекорды
Хидео Номо сыграл самую раннюю ноу-хит игру в году, это случилось 4 апреля 2001 года в игре за «Бостон Ред Сокс» против «Балтимор Ориолс». Самый ранний ноу-хиттер в сезоне бросил Боб Феллер за «Кливленд Индианс», это случилось 16 апреля 1940 года, в «День Открытия» нового сезона ГЛБ.
Четырежды ноу-хит игры приходились на финальный день регулярного чемпионата. 15 октября 1892 года питчер «Цинциннати Редс» Бампус Джонс завершил сезон ноу-хит игрой против «Питтсбург Пайрэтс», этот ноу-хиттер также является самым поздним в календарном году. 28 сентября 1975 года четыре питчера «Окленд Атлетикс» (Вида Блю, Гленн Абботт, Пол Линдблад и Ролли Фингерс) бросили комбинированный ноу-хиттер в игре против «Калифорния Энджелс». 30 сентября 1984 года питчер «Энджелс» Майк Витт сыграл совершенную игру против «Техас Рейнджерс» в последний день чемпионата, и 29 сентября 2013 года питчер «Майами Марлинс» Эндерсон Альварес не дал сделать баттерам «Детройт Тайгерс» ни одного хита в последней игре регулярного чемпионата.
Позднейшим ноу-хиттером в календарном году в современной эре (после 1901 года) являются матчи 2 октября: совершенная игра питчера «Кливленд Нэпс» Эдди Джосса в 1908 году и ноу-хит игра Билла Стоунмэна за «Монреаль Экспос» в 1972 году. Обе этих игры не были последними в регулярном чемпионате.
Ноу-хиттер питчера «Хьюстон Астрос» Майка Скотта в игре против «Сан-Франциско Джайентс» 25 сентября 1986 года позволил первым выиграть Западный дивизион Национальной лиги.
В истории плей-офф питчеры дважды бросали ноу-хиттеры, по одному разу в каждой из лиг. В Американской лиге это случилось 8 октября 1956 года, когда питчер «Нью-Йорк Янкис» Дон Ларсен сыграл совершенную игру в пятом матче Мировой серии против «Бруклин Доджерс». 6 октября 2010 года питчер «Филадельфии Филлис», Рой Халлидей, в своём первом матче плей-офф в карьере сыграл ноу-хит игру, которая также стала первой в плей-офф для Национальной лиги.

### Ноу-хиттеры новичков
21 новичок Лиги бросил ноу-хиттер начиная с 1901 года. Трое из них сделали это в своём первом старте в карьере, ещё двое — во втором старте.

### Проигранные ноу-хит игры
Питчер «Хьюстон Кольт .45» Кен Джонсон является единственным в истории Лиги, проигравшим полную игру, сделав при этом ноу-хиттер. Это произошло 23 апреля 1964 года в проигранном со счётом 0:1 матче против «Цинциннати Редс», а единственный ран питчер допустил в «верху» девятого иннинга.
30 апреля 1967 года Стю Миллер и Стив Барбер из «Балтимор Ориолс» бросили комбинированный ноу-хиттер, а их команда уступила «Детройт Тайгерс» 1:2.
1 июля 1990 года «Нью-Йорк Янкис» уступил в гостевой игре «Чикаго Уайт Сокс» со счётом 0:4, при этом хозяева не сделали ни одного хита. Питчер ньюйоркцев Энди Хоукинс провёл на питчерской горке 8 иннингов и пропустил четыре рана из-за ошибок. Эта игра официально не является ноу-хиттером, поскольку питчер сыграл менее девяти иннингов. Четыре рана без единого хита является рекордом Лиги.
Также не является ноу-хиттером игра, сыгранная 28 июня 2008 года. Питчеры «Энджелс» Джеред Уивер и Хосе Арредондо в выездном матче против «Доджерс» бросили комбинированный ноу-хиттер за 8 иннингов, а их команда уступила 0:1.

### Сокращённый ноу-хиттер
Незавершённая игра, в которой сыграно больше пяти иннингов, может считаться официально сыгранной, если невозможно её продолжение из-за погодных условий или темноты. До введения новой трактовки «ноу-хиттер» в 1991 году, сокращённые игры, в которых питчер не допускал ни одного хита, считались ноу-хит играми. После изменения правила, 36 сокращенных игр, в которых было сыграно от 5 до 8 иннингов, перестали считаться ноу-хиттерами.
Если команда играет дома и лидирует после «верха» девятого иннинга, игра завершается без проведения «низа» девятого иннинга. В результате, питчер гостевой команды играет лишь восемь иннингов и такая игра по новой трактовке правил не может считаться ноу-хиттером. В истории ГЛБ сыграно четыре такие игры.

### Продолжительные серии без ноу-хиттеров
Единственной действующей франшизой в истории Лиги, ни разу не сыгравшей ноу-хит игру, является «Сан-Диего Падрес», которые вступили в лигу в 1969 году и играют в ней уже 45 лет. 18 июля 1972 года команда остановилась в одном ауте от ноу-хит игры, после того, как баттер «Филадельфии Филлис» выбил сингл. 9 июля 2011 года в игре против «Доджерс» пять питчеров «Падрес» не допускали хитов на протяжении 8⅔ иннингов, но затем дабл и сингл калифорнийцев принесли им победу в матче.
Первый ноу-хиттер команды «Нью-Йорк Метс», которая была основана в 1962 году, случился лишь 1 июня 2012 года в матче против «Сент-Луис Кардиналс». Победа со счётом 8:0 завершила серию из 8 019 игр регулярного чемпионата и 74 игр плей-офф без ноу-хиттеров.
Наибольшее количество игр без ноу-хиттеров сыграла команда «Филадельфия Филлис» — в промежуток между 1 мая 1906 года и 21 июня 1964 года вместилось 8 945 игр.
Против всех действующих команд лиги было сыграно как минимум две ноу-хит игры. «Чикаго Кабс» продолжает серию с наибольшим количеством матчей с хитами — последний матч без хитов команда сыграла 9 сентября 1965 года, когда Сэнди Коуфакс провёл против чикагцев совершенную игру. С тех пор прошло 48 лет 311 дней (7 788 игр, включая плей-офф, на 17 июля 2014). Второй по длительности промежуток между двумя играми без хитов провёл «Нью-Йорк Янкис», 44 года и 263 дня, в период с 21 сентября 1958 года по 10 июня 2003 года. Если учитывать сокращённую из-за дождя игру 12 июля 1990, из-за которой серия сократится до 31 года и 294 дней, второе место будет занимать «Сент-Луис Кардиналс»: 41 год и три дня в промежутке между 12 мая 1919 года и 14 мая 1960 года.